# 곤자쿠 이야기집

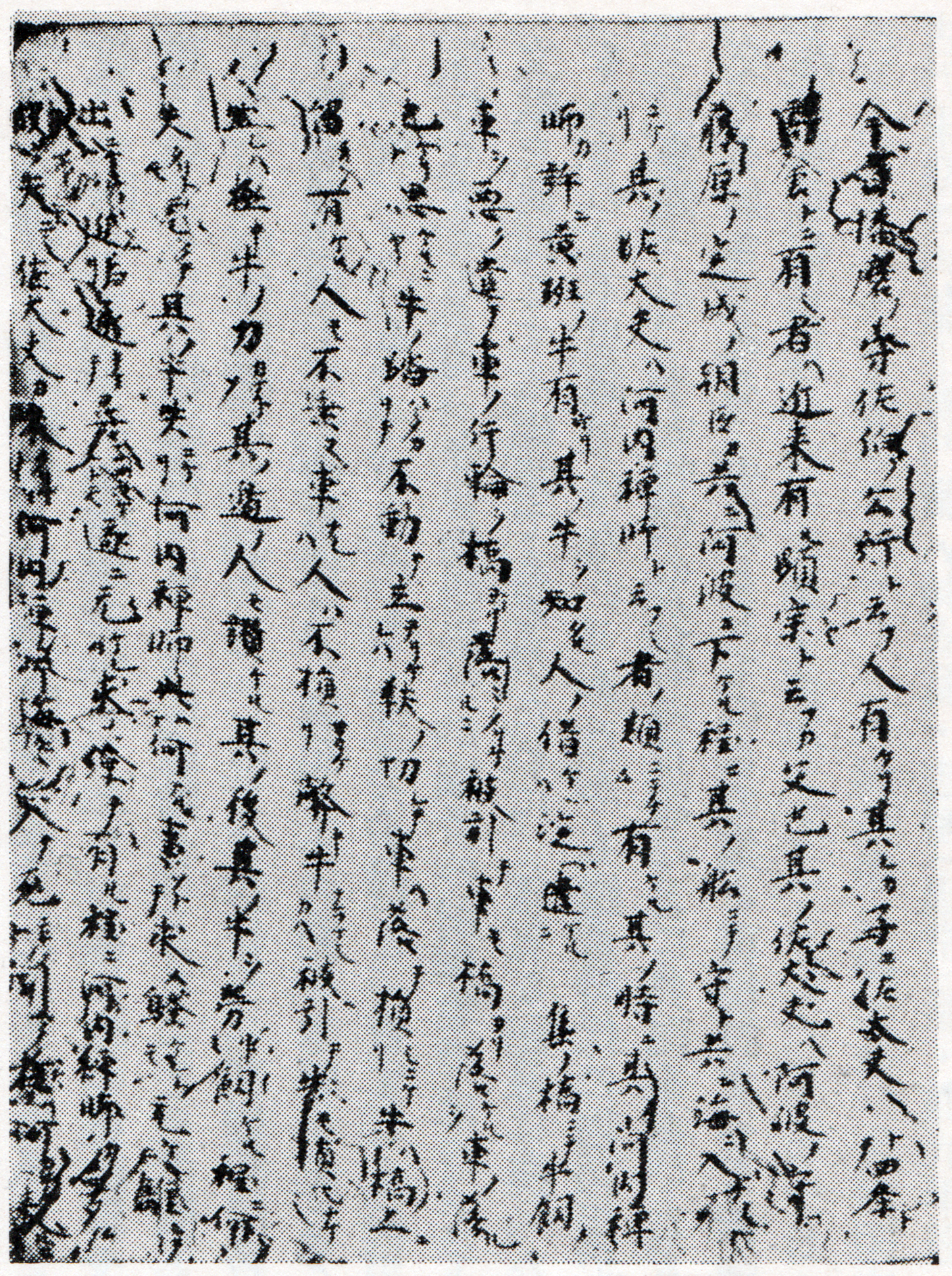
스즈카본(鈴鹿本) 곤자쿠 이야기집. 가마쿠라 시대의 필사본이다.

《곤자쿠 이야기집》(일본어: 今昔物語集, こんじゃくものがたりしゅう 곤자쿠모노가타리슈[*])은 일본 헤이안 시대(平安時代) 말기에 성립된 것으로 보이는 설화 모음집이다. 전31권. 다만 8권·18권·21권은 빠졌다. 《곤자쿠 이야기집》이라는 이름은 각 설화 모두가 「이제는 옛날 이야기가 되었으나」(今ハ昔)라는 첫 머리로 이야기를 시작하는 데서 유래한 편의적인 이름이다.

## 성립
《곤자쿠 이야기집》의 성립 연대와 작자는 확실하지 않다. 작자가 누구인지, 성립 연대가 무엇인지, 편찬 의도를 전하는 서문이나 발문도 아예 적혀 있지 않아 알 수 없고, 많은 이설들을 낳고 있다. 편자 또는 저자에 대해서는 귀족 미나모토노 다카쿠니, 승려 가쿠주, 조슌, 대가람의 서기승 등이 거론되기도하고, 한 개인의 취미적인 차원을 뛰어넘는 방대한 양과 치밀한 구성으로 미루어 당시의 천황가가 편찬의 중심이 되어 신하와 승려들이 공동 작업한 것이라는 설도 제기되고 있는 등 다양한 편자상이 모색되고 있다. 한편 공동 작업이라는 설에 대해서는 같은 유의 발상이나 정형화된 표현이 도처에 보이고 있어서 개인는 혹은 소수의 집단에 의한 것이라고 보는 반론도 설득력을 가지고 공존하고 있다. 
성립 연대에 대해서는 출전(전거, 자료)으로 추정되는 도시요리 수뇌의 성립이 1113년 이전이며 어휘나 어법, 편자의사상, 또는 설화집 내에서 11세기 후반에 일어났던 대규모의 전란인 전9년의 역과 후3년의 역에 관한 설화를 수록하고(다만 후자의 경우는 설화 이름만 남아 있고 본문은 전하지 않는다) 호겐의 난(1156년)이나 헤이지의 난(1159) 에피소드가 다루어지지 않고 있는 것으로 보아 12세기 전반, 1120년대 이후 성립되었을 것으로 추측되고 있으며, 대부분의 연구자가 일치된 견해를 보이고 있다.
성립 장소는 서사가 가장 오래되고 후대 사본의 유일한 공통 조본인 스즈카본(鈴鹿本)이 나라의 사찰(도다이지 또는 고후쿠지)에서 서사된 점으로 미루어 원본도 같은 장소에서 만들어졌을 것으로 추정되고 있다.

## 내용
곤자쿠 이야기집의 내용 구성은 천축(인도)과 진단(震旦, 중국), 그리고 본조(일본)의 3부로 구성되어 있고, 각 부에는 먼저 불법부 즉 인과응보담 등 불교설화가 소개되어 있으며, 그 뒤에 세속부(왕법부)로 분류되는 세간의 여러 가지 이야기가 이어지는 체제를 갖추고 있다. 각 부는 특정 주제에 의한 권(챕터)으로 구성되고, 각 권은 개개의 주제나 어떠한 공통항으로 2화 내지 3화로 묶여서 분류되어 있다. 
몇 가지 이야기를 제외하면 대부분의 이야기가 「이제는 옛날 이야기가 되었으나」(今昔)라는 첫머리로 이야기를 시작하며, 「라는 이야기로 전해지고 있다 한다」(トナム語リ傳へタルトヤ」)라는 문구로 이야기를 끝맺고 있다. 또한 유사한 내용의 이야기 두 편(내지 세 편)을 이어 소개하는 「이화일류양식」(二話一類様式)의 형태로 구성되어 있다.
《곤자쿠 이야기집》의 원문(스즈카본鈴鹿本)은 평이하게 한자와 가나(仮名)가 섞여 쓰이는 화한혼효문(和漢混淆文)으로 작성되었고(다만 히라가나가 아니라 가타가나이다) 그 문체는 화려한 수사에 별로 집중하지 않는 한편으로 의태어를 많이 사용해서 현장에 있는 듯한 감각을 갖추고 있다. 일본의 소설가 아쿠타가와 류노스케(芥川龍之介)는 「곤자쿠 이야기집 감상」(今昔物語鑑賞)에서 이러한 곤자쿠 이야기집의 문체를 「아름다운 눈빛」(美しいなまなましさ), 「야만으로 빛나고 있다」(野蛮に輝いている)고 평가하고 있다.
어느 지역의, 어떤 사람의 이야기인가를 필수적으로 명기한다는 방침에 따라 이들이 분명하지 않은 경우에는 의도적으로 빈칸을 마련해 훗날의 보충을 기하는 형태로 문장이 구성되어 있다는 것이 《곤자쿠 이야기집》의 특징이다. 예를 들어 전거가 된 문헌에서 「옛날옛날에 어느 마을에 할아버지와 할머니가 살고 있었습니다」라는 서두에서부터 시작되는 설화가 있고 그 인명이 구체적으로 전달되지 않은 경우에도 「이제는 옛날 이야기가 되었는데, ○○ 국(国)에 □□라는 사람이 있었다」라는 형태로 기술되며, 후일 그 정보가 밝혀질 경우에는 즉시 가필할 수 있도록 한 것이다. 이러한 편찬의 의도로 의식적인 누락 부분이 매우 많은 것이다.
천축(인도), 진단(중국), 본조(일본) 삼국은 고대 일본인에게 있어서 '전 세계'를 의미했고, 그 세계관은 불법(불교)에 의거한다. 《곤자쿠 이야기집》은 불교적 세계와 세속의 경계를 넘나들며 신앙의 문제, 생의 문제 등 인간사의 모든 문제를 마는 라하여 끊임없이 그 의미를 추구해 나간다. 동시에 천축의 석가모니의 일생에서 시작하여 중국과 일본의 이야기 즉 그 당시에 인식되던 '전 세계' 삼국의 이야기를 망라하여 배열하고 있는 것이다. 
불교의 창시자인 석가여래의 일생(불전)이나 각 부의 왕조사, 불법 전래사, 왕법부의 대부분의 구성과 주제가 그 이전의 문학에서 볼 수 없었던 형태였음을 상기할 때 곤자쿠 이야기집 편찬에 쏟은 막대한 에너지는 설혹 그것이 천황가가 주도한 국가적 사업이었다손 치더라도 가히 상상도 할 수 없을 규모라는 사실을 인정하지 않을 수 없다. 그러한 규모의 편찬을 가능하게 한 에너지는 편자의 현실 인식에서부터라고 할 수 있으며, 그 현실은 천황가와 귀족(특히 후지와라 집안), 지샤 세력, 무가 세력이 각축을 벌이며 고대에서 중세로 향하는 혼란이 극도에 달했던 이행기였다. 편자는 세속 설화와 불교 설화를 병치하여 배열함으로써 당시의 왕법-불법상 이념을 지향하고자 했고, 그것이 달성되지 못하고 작품의 미완성으로 끝맺었다 하여도 설화를 통한 세계 질서의 재해석, 재구성에 대한 에너지는 곤자쿠 이야기라는 희대의 작품을 탄생시켰다.

## 영향
13세기에 성립된 《우지슈이 이야기》에는 곤자쿠 이야기집과 겹치는 이야기가 모두 80여 편이 수록되어 있다.
《곤자쿠 이야기집》에서 영감을 얻어서 작품을 구상한 근대 일본작가들도 매우 많은데, 대표적인 인물이 아쿠타가와 류노스케로 그의 대표작으로 꼽히는 《라쇼몽》(羅生門)과 《코》(鼻)가 유명하다.
일본의 심리학자이자 일본문화 연구자인 가와이 하야오(河合隼雄)에 따르면 《곤자쿠 이야기집》의 내용은 「이제는 옛날 이야기가 되었으나」라는 대목은 다시 읽고 싶을 정도로 하나하나의 이야기가 초근대(포스트모더니즘)의 지혜를 담고 있으며, 그 이유에 대해 당시의 일본인의 의식이 외부 세계와 내부 세계, 자신과 타자를 구별하지 않은 채로 파악한 현실을 충실하게 적어둔 점에 있다고 지적하였다. 포스트모더니즘의 문제의식은 그것이 데카르트적(심신이원론心身二元論) 절단을 얼마나 초월하느냐에 있으며, 그 점에서 《곤자쿠 이야기집》은 실로 유효한 소재를 제공한다는 것이다.

## 한국어 번역
2016년 한국의 세창출판사에서 한국연구재단 학술명저번역총서 동양편 555로 《곤자쿠 이야기집》을 번역하였으며, 이시준, 김태광 등이 번역을 맡아 《금석이야기집》이라는 제목으로 출간하였다. 다만 번역의 대상은 천축이나 진단부는 제외하고 일본의 설화를 다룬 본조부에 한정되었다.